# Mölndals BTK
Mölndals BTK är en bordtennisklubb från Mölndal i Sverige som bildades 1944.
Mölndals BTK har idag fyra lag i olika seniorserier med A-laget Mölndals BTK i Division 2 VSS.
I slutet av januari varje år anordnar klubben MBTK-Trofén i Aktiviteten i Mölndal.

## Historik
Bragdmedaljören och världsmästaren Kjell Johansson spelade under sin karriär för Mölndals BTK. Fler meriterade pingislirare som tillhört MBTK är världsmästaren Hans Alsér, europamästarinnan Marie Svensson, OS-bronsmedaljörer Erik Lindh, landslagsspelarna Anita Jonsson, Menni Weizades, Åke Grönlund, Åke Liljegren och Mikael Svensson.
Sonny Karlsson är den senaste svenska idrottare som spelat på elitnivå i två olika idrottsgrenar, elitserien i bordtennis med MBTK (en match mot BTK Rekord, Helsingborg) och några fler matcher i Allsvenskan fotboll med BK Häcken,Göteborg.
MBTK arrangerade den 18 nov 1994 i samband med klubbens 50-årsfiranden jubileumsturneringen ICT International Challenge Trophy i Mölndals Idrottshus. Inbjudna spelare var olympiska mästaren Jan-Ove Waldner, världsmästarna Jean Phillippe Gatien (Frankrike) och Jörgen Persson (Sverige) samt Europamästaren från Belgien Jean-Michelle Saive. Turneringen spelades inför publikrekord 1 234 åskådare  i Mölndals Idrottshus och 225 miljoner TV-tittare. ICT sändes live till fyra länder samt varje timme i ett dygn i CNN News dessutom ett  sammandrag i en timme till bordtennisländer som Iran och  Brasilien. ICT vanns av Halmstadssonen Jörgen Persson. Persson vann prissumman 50 000 kronor som är rekord i bordtennissammanhang. 
MBTK har vunnit Elitserien för damer vid två tillfällen (1989, 1990) och vid tre tillfällen (1974, 1975 och 1977) för herrarna.
MBTK har fler än 50 SM-guld vid ungdoms- och senior-SM individuellt och i dubbel.
MBTK ordnade med början på 60-talet  klassisk Bingokväll i 29 år varje måndag fyrtio veckor om året i Möllans lokaler vid kommunhuset. Denna leddes av MBTK supporterklubb helt ideellt och bidrog till flera möjligheter för ungdomar att prova på och utöva bordtennis.